# 레인보우 루비
《레인보우 루비》(영어: Rainbow Ruby 레인보우 루비[*]; 중국어 (중국): 彩虹宝宝)는 2017년의 텔레비전 애니메이션으로, 대한민국의 38°C 애니메이션 스튜디오와 EBS 1TV, 중화인민공화국의 China Entertainment Corporation (中娱文化股份有限公司; China ACG Group[中国动漫集团; 중화인민공화국 문화부의 직속 사업체]의 자회사), 캐나다의 DHX Media에서 제작하였다. 대한민국에서는 2017년 3월 2일부터 8월 25일까지 EBS 1TV에서 방송되었다. 2기는 2020년 4월 2일부터 11월 20일까지 매주 목~금요일 오전 9시에 방영했다. 이후 2023년 9월 1일 부터 3기의 방영될 예정이다.
2017년 2월 28일(EBS 1TV이 관련 사업 설명회를 개최한 일자), 대한민국 외 국가의 30개 방송사와 계약이 완료되었다고 발표된 상태이다. 또한 EBS 1TV은 《레인보우 루비》와 연계한 다매체 캠페인을 진행할 예정이라고 발표하였다.

## 전개 방식
루비가 사는 집에서 각 편의 본 줄거리와 관계있는 사소한 사건이 벌어진 뒤, 곰인형 초코의 몸에 달린 붉은 장신구가 가락과 함께 반짝인다. 루비는 초코를 자신의 방으로 데리고 간 뒤 레인보우 빌리지로 함께 이동한다. 레인보우 빌리지의 시장인 링링의 설명을 들은 루비는 여행 가방을 이용해 문제 해결에 적합한 복장으로 갈아입고 문제 해결에 나선다. 문제가 해결되고, 집에서의 소소한 결말로 각 편이 끝을 맺는다.

## 등장 인물
- 루비
- 초코
- 링링 시장
- 썬더벨(엽기토끼)
- 키키 공주
- 페이지
- 엘리
- 뽀송이들
- 지나
- 슬로우
- 제시
- 데이지
- 펠리시아
- 나리
- 랄라벨
- 멍멍이 형제들

## 목소리 출연
- 김가령: 루비
- 김영찬: 링링 시장
- 신용우: 썬더벨
- 이재현: 키키 공주
- 정혜원: 페이지
- 박리나: 엘리
- 김율: 지나
- 손수호: 슬로우
- 이새벽: 제시
- 김은아: 샘, 할머니
- 김지율: 아빠
- 정유정: 엄마, 나리
- 김채하: 랄라벨
- 엄상현: 푸링 고모

## 회차 목록

### 시즌 1
| 회차     | 제목            | 방송 일자                                               |
| -------- | --------------- | ------------------------------------------------------- |
| 1화2화   | 2017년 3월 2일  | 무지개가 뜰거야새신을 신고 뛰어보자, 폴짝!              |
| 3화4화   | 2017년 3월 10일 | 최고가 아니어도 괜찮아마음을 선물하기                   |
| 5화6화   | 2017년 3월 17일 | 레인보우 식당 대소동구슬 우박이 쏟아진다!               |
| 7화8화   | 2017년 3월 24일 | 제시에게 웃음 선물하기시장님의 재채기를 막아라!         |
| 9화10화  | 2017년 3월 31일 | 연극을 완성하자!페이지를 구하라!                        |
| 11화12화 | 2017년 4월 7일  | 숲속에 괴물이 나타났다!초대장 보내기 대작전             |
| 13화14화 | 2017년 4월 14일 | 레인보우 골프 대회안경 도둑을 찾아라!                   |
| 15화16화 | 2017년 4월 21일 | 높이높이 날아올라라!최고의 파티 드레스는?               |
| 17화18화 | 2017년 4월 28일 | 신나게 춤을 추자!꼭꼭 숨어라                            |
| 19화20화 | 2017년 5월 5일  | 잠자는 숲속의 키키 공주님아기 돌보기는 힘들어           |
| 21화22화 | 2017년 5월 12일 | 왕자님을 위한 파티다 함께 청소해!                       |
| 23화24화 | 2017년 5월 19일 | 새들에게 모자를!얼음 위에서 춤을!                       |
| 25화26화 | 2017년 5월 26일 | 은하수를 찾아서가장 아름다운 보석은?                    |
| 27화28화 | 2017년 6월 2일  | 레인보우 미용실에 어서 오세요누가 준 선물일까?          |
| 29화30화 | 2017년 6월 9일  | 제시가 커졌어요정말 미안해                              |
| 31화32화 | 2017년 6월 16일 | 보물찾기 대모험만두가 좋아!                             |
| 33화34화 | 2017년 6월 23일 | 아름다운 정원 만들기치카치카 폭폭폭                     |
| 35화36화 | 2017년 6월 30일 | 기차를 세워라최고의 멋쟁이는?                           |
| 37화38화 | 2017년 7월 7일  | 레인보우 호수의 친구내 친구를 찾아서                    |
| 39화40화 | 2017년 7월 14일 | 공주님, 어서 일어나세요!차근차근 정리하기               |
| 41화42화 | 2017년 7월 21일 | 내 친구 돌프, 안녕!공주님과 강아지                      |
| 43화44화 | 2017년 7월 28일 | 하늘에서 아이스크림 비가 내려와!지나를 위한 서커스 공연 |
| 45화46화 | 2017년 8월 4일  | 레인보우 분수 대소동안경을 쓴 공주님                    |
| 47화48화 | 2017년 8월 11일 | 우리집이 최고야!레인보우 국수축제                       |
| 49화50화 | 2017년 8월 18일 | 레인보우 과일농장배가 아파요!                           |
| 51화52화 | 2017년 8월 25일 | 달님을 찾아라!비눗방울 대소동                           |

### 시즌 2
| 회차 | 방송 일자        | 제목                        |
| ---- | ---------------- | --------------------------- |
| 1화  | 2020년 4월 2일   | 새 친구를 만나요            |
| 2화  | 2020년 4월 3일   | 종이 인형 집 고치기 대소동  |
| 3화  | 2020년 4월 9일   | 나비야 나비야               |
| 4화  | 2020년 4월 10일  | 달빛 진주의 비밀            |
| 5화  | 2020년 4월 16일  | 힘들땐 노래를 불러봐        |
| 6화  | 2020년 4월 17일  | 멍멍이 형제들은 못말려      |
| 7화  | 2020년 4월 23일  | 아삭아삭 콘서트             |
| 8화  | 2020년 4월 24일  | 펠리컨과 반짝이는 모험      |
| 9화  | 2020년 4월 30일  | 아이스크림 눈이 내려와요    |
| 10화 | 2020년 5월 1일   | 한밤중에 해가 떴어요        |
| 11화 | 2020년 5월 7일   | 출동! 루비 구조대           |
| 12화 | 2020년 5월 8일   | 첨벙첨벙 물바다             |
| 13화 | 2020년 5월 14일  | 케이크 위에서 파티를!       |
| 14화 | 2020년 5월 15일  | 몬스터 루비                 |
| 15화 | 2020년 5월 21일  | 뽀송이는 어디에?            |
| 16화 | 2020년 5월 22일  | 찰칵찰칵! 멋쟁이 페이지     |
| 17화 | 2020년 5월 28일  | 보라행성 대모험             |
| 18화 | 2020년 5월 29일  | 동화책이 살아나요           |
| 19화 | 2020년 6월 4일   | 물은 소중해요               |
| 20화 | 2020년 6월 5일   | 위잉위잉 벌떼소동           |
| 21화 | 2020년 6월 11일  | 난 이거 먹기 싫어!          |
| 22화 | 2020년 6월 12일  | 반짝반짝 비밀의 숲          |
| 23화 | 2020년 6월 18일  | 오늘은 내가 시장님          |
| 24화 | 2020년 6월 19일  | 풍선이 된 친구들            |
| 25화 | 2020년 6월 25일  | 멍멍, 왈왈! 콘서트          |
| 26화 | 2020년 6월 26일  | 알을 품는 시장님            |
| 27회 | 2020년 8월 27일  | 공주님처럼 예뻐질래!        |
| 28화 | 2020년 8월 28일  | 하늘 위로 사라진 물건들     |
| 29회 | 2020년 9월 3일   | 레인보우 보트축제1          |
| 30화 | 2020년 9월 4일   | 레인보우 보트축제2          |
| 31회 | 2020년 9월 10일  | 범인은 바로 너!             |
| 32화 | 2020년 9월 11일  | 꿈나라 뮤지컬               |
| 33회 | 2020년 9월 17일  | 공주 되기는 어려워          |
| 34화 | 2020년 9월 18일  | 펠리컨이 왜 아프지?         |
| 35회 | 2020년 9월 24일  | 부릉부릉! 우정의 경주       |
| 36화 | 2020년 9월 25일  | 엄마를 도와드릴래요!        |
| 37회 | 2020년 10월 1일  | 출동하라! 삐뽀삐뽀          |
| 38화 | 2020년 10월 2일  | 코끼리 호텔                 |
| 39회 | 2020년 10월 8일  | 그림 속으로 들어가요        |
| 40화 | 2020년 10월 9일  | 데이지를 찾아라             |
| 41회 | 2020년 10월 15일 | 농사짓는 공주님             |
| 42회 | 2020년 10월 16일 | 쌩쌩 달려라!                |
| 43회 | 2020년 10월 22일 | 깜짝파티를 준비해요         |
| 44회 | 2020년 10월 23일 | 춤추는 병에 걸렸어요!       |
| 45회 | 2020년 10월 29일 | 달콤한 발레공연             |
| 46회 | 2020년 10월 30일 | 공주님의 궁전을 수리해요    |
| 47회 | 2020년 11월 5일  | 개구리 떼가 나타났다?!      |
| 48회 | 2020년 11월 6일  | 레모네이드 사가세요!        |
| 49회 | 2020년 11월 12일 | 못 말리는 프레드릭 왕자님   |
| 50회 | 2020년 11월 13일 | 아이돌이 될 거야!           |
| 51회 | 2020년 11월 19일 | 아야 아야, 제발 도와주세요! |
| 52회 | 2020년 11월 20일 | 레인보우 크리스마스!        |